# Cuentos decapitados
Cuentos decapitados es el segundo álbum de estudio del grupo musical de Argentina Catupecu Machu, y el primero en ser grabado por la discográfica EMI, lanzado el 16 de agosto de 2000, al cabo de un año vendió más de 25 mil copias, llegando a superar las 60 mil copias recibiendo por otro lado la ayuda económica del sello y publicitaria de los medios.
En el momento del lanzamiento, Miguel Sosa, el baterista, comienza a utilizar el seudónimo de "Abril", o también llamado "Aprile" por los hermanos Ruiz Díaz. El álbum de estudio se convirtió en un éxito gracias a, por ejemplo, canciones como «Y lo que quiero es que pises sin el suelo» (que ganaría varios premios en distintos rubros), la emotividad de «Perfectos cromosomas», y las reversiones del alegre «Eso espero» y el discotequero «Eso vive». Otras canciones que también representaron al disco fueron «Entero o a pedazos» y «Cuentos decapitados», que serían llevados al video musical.
En cuanto a cantidad de premios y distinciones, el que se llevaría la mayor cantidad sería la canción «Y lo que quiero es que pises sin el suelo», que se convertiría en un clásico del grupo musical y una de sus canciones más representativos; recibiendo el premio "Mejor video del año 2000" en una encuesta del suplemento "Sí!" del diario Clarín; "Mejor video votado por los críticos y los lectores" de la revista Rolling Stone edición "Music Awards" de febrero de 2001, y el “MTV Video Music Awards" al "video de la gente 2001 sureste" votado por la gente; además de haberse mantenido durante meses en el puesto N°1 de los rankings de Puerto Rico por la introducción de la canción por parte de un DJ (hecho que obligó a que se editara el disco en ese país). A pesar de haber sido votada como "banda revelación" anteriormente, Catupecu seguiría siendo votada de esta manera en los diferentes medios hasta principios de 2002.
Además de los sencillos lanzados para este álbum de estudio, también son clásicos «Eso espero», «Perfectos cromosomas» y «Secretos pasadizos» (Los dos primeros fueron lanzados como sencillos para su álbum en DVD Eso vive del año 2002.

## Lista de canciones
Todas las letras escritas por Fernando Ruiz Díaz, toda la música compuesta por Catupecu Machu excepto las indicadas. 
| N.º | Título                                      | Letras       | Música             | Duración |  |
| 1.  | «Y lo que quiero es que pises sin el suelo» |              |                    | 3:11     |  |
| 2.  | «Eso espero»                                |              |                    | 2:30     |  |
| 3.  | «Perfectos cromosomas»                      |              |                    | 3:38     |  |
| 4.  | «Secretos pasadizos»                        |              |                    | 3:11     |  |
| 5.  | «Entero o a pedazos»                        |              |                    | 4:28     |  |
| 6.  | «Mamá me dijo que no viniera»               |              |                    | 2:28     |  |
| 7.  | «Eso vive»                                  |              |                    | 3:00     |  |
| 8.  | «Viñas del amor»                            |              |                    | 3:00     |  |
| 9.  | «Puedes»                                    |              |                    | 4:26     |  |
| 10. | «Vistiendo»                                 | G. Ruiz Díaz | G. Ruiz Díaz, Sosa | 4:34     |  |
| 11. | «Cuentos decapitados»                       |              |                    | 3:18     |  |
| 33. | «I Feel You» (Depeche Mode. Pista oculta.)  | Martin Gore  | Gore               |          |  |

## Personal
- Fernando Ruiz Díaz: Voz y guitarra.
- Gabriel Ruiz Díaz: Bajo, guitarra, teclados y voz.
- Abril Sosa: Batería, guitarra y coros.